# Mark Langaman
Mark Langaman, artiestennaam van Mark Lassoe, ook bekend als Penaro Dera (Langamankondre, 1982 – Paramaribo, 8 december 2024) was een Surinaams cultuurdrager. Muzikaal was hij percussionist en bandleider, en de voorman van de muziekgroep Sambura Woyupore. Hij trad in binnen- en buitenland op met traditionele inheemse Surinaamse muziek en kawina.

## Biografie
Mark Lassoe, alias Langaman, werd in 1982 geboren in Langamankondre, aan de monding van de Marowijnerivier. Daar groeide hij ook op. Hij is een telg uit het inheemse volk Karaïben.
Zijn grootvader was een bekend zanger in de sambura, een Surinaams-inheemse muziekstijl met een centrale rol voor een grote, traditionele trom en enkele schudinstrumenten. De liederen geven vaak het levensverhaal weer van een stam en werden van oudsher gespeeld als afsluiting van een rouwperiode. Begin 21e eeuw wordt de muziek ook gespeeld door vrouwen en tijdens andere gelegenheden. In de nacht van het overlijden van zijn grootvader, kreeg hij een droom waarin zijn grootvader en hijzelf naast elkaar zaten met een mooie hoofdtooi op. In de droom begon zijn grootvader een melodie te zingen. Sinds die droom begon hij met het bespelen van de sambura-trom. Hij vertelde dat hij hierin begeleid wordt door zijn grootvader en andere geesten. Naast de sambura gebruikt hij ook de krawasie en maraca, de schudinstrumenten die traditioneel ook bij deze muziek horen.
Hij begon met drummen met het koor van een culturele groep en richtte daarna zijn eigen groep op, Sambura Woyupore (vertaald: echo van mijn drum), met als muziekstijlen traditionele inheemse muziek en kawina. Hij heeft opgetreden met muziekformaties als Beradjie, Kalwatino en Masuwa en was ook in het buitenland voor optredens, zoals in Frans-Guyana, Guyana, Trinidad, Brazilië en Peru. Tijdens optredens gaf zijn groep ook dansvoorstellingen, zoals in de vogel- en dierendans.
Anno 2020 werd hij gezien als vaandeldrager van deze muziek. In 2011 werkte hij mee aan een jingle voor een project van de Caricom tegen gendergerelateerd geweld. In 2013 legde hij de samburamuziek vast op een cd die hij zowel in Suriname als in Frans-Guyana presenteerde. Ook gaf hij als kenner van inheems-Surinaamse muziek lezingen, waaronder in 2013 voor Schrijversgroep '77.
Op zondag 8 december 2024 overleed hij onverwacht in het Academisch Ziekenhuis Paramaribo, nadat hij hetzelfde weekend met spoed was opgenomen. Hij is 42 jaar oud geworden.